# خطأ انفجار
في الاتصالات السلكية واللاسلكية، يكون انفجار الخطأ أو خطأ الإنفجار تسلسلاً متجاوراً للرموز، المستلمة عبر قناة الاتصال، بحيث يكون الرمزان الأول والأخير في خطأ ولا يوجد متسلسلة جزئية متجاورة للرموز المستلمة بشكل صحيح m ضمن انفجار الخطأ. يشار إلى معامل العدد الصحيح m على أنه نطاق الحراسة لانفجار الخطأ. يتم فصل الرمز الأخير في الاندفاع والرمز الأول في الاندفاع التالي وفقا لذلك رموز m الصحيحة أو أكثر. ينبغي تحديد البارامتر m عند وصف انفجار خطأ.

## نموذج القناة
نموذج جيلبرت -إليوت هو نموذج قناة بسيط قدمه إدغار جيلبرت  وإي. أو. إليوت ويستخدم على نطاق واسع لوصف أنماط خطأ الانفجار في قنوات الإرسال ويمكن محاكاة أداء الخطأ الرقمي لوصلات الاتصالات. وهي مبنية على سلسلة ماركوف مع حالتين g (للجيد أو الفجوة) و ب (للسيء أو الانفجار). في الحالة g احتمال إرسال بت بشكل صحيح هو k وفي الحالة ب يكون h. عادة،  يفترض أن k = 1. قدم جيلبرت معادلات لاشتقاق المتغيرات الثلاثة الأخرى (G و B احتمالات انتقال الحالة و h) من تسلسل نجاح/فشل معين. في مثاله، كان التسلسل قصيرًا جدًا لإيجاد h بشكل صحيح (تم إيجاد احتمال سالب) ولذلك افترض جيلبرت أن h = 0.5.